# Ajay Naidu
Pour les articles homonymes, voir Naidu.
 (mars 2019).
Si vous disposez d'ouvrages ou d'articles de référence ou si vous connaissez des sites web de qualité traitant du thème abordé ici, merci de compléter l'article en donnant les références utiles à sa vérifiabilité et en les liant à la section « Notes et références ».
Ajay Kalahastri Naidu, né le 12 février 1972 à Evanston, Illinois est un acteur américain d'origine indienne.

## Filmographie sélective

### Cinéma
- 1986 : Quand la rivière devient noire (Where the River Runs Black) de Christopher Cain : Segundo
- 1988 : Vice Versa de Brian Gilbert : Dale Ferriera
- 1997 : Once We Were Strangers de Emanuele Crialese : Apu
- 1998 : Montana de Jennifer Leitzes
- 1998 : Pi de Darren Aronofsky : Farrouhk
- 1999 : Chutney Popcorn de Nisha Ganatra : Raju
- 1999 : 35 heures, c'est déjà trop (Office Space) de Mike Judge : Samir Nagheenanajar
- 2000 : Sac d'embrouilles More Dogs Than Bones) de Michael Browning : Andy
- 2002 : Le Gourou et les Femmes (The Guru) de Daisy von Scherler Mayer : Sanjay
- 2003 : Justice d'Evan Oppenheimer : Mohammed
- 2003 : Scary Movie 3 de David Zucker :  Sayaman
- 2008 : The Wrestler de Darren Aronofsky : Le docteur
- 2008 : Un mari de trop (The Accidental Husband) de Griffin Dunne : Deep
- 2008 : La Loi et l'Ordre (Righteous Kill)  de Jon Avnet : Dr Chadrabar
- 2009 : Palace pour chiens (Hotel for Dogs) de Thor Freudenthal : Jack

### Télévision
- 1986 : MacGyver (saison 1, épisode 17 "Mission Afghanistan") : Ahmed
- 2004 : Monk - épisode : Mr. Monk Takes Manhattan (série TV) : Masul the Cabbie
- 2010 : Bored to Death - épisodes : Escape from the Castle!  et  Forty-Two Down!  (série TV) :  Vikram